# FUDOSI
Die FUDOSI oder F.U.D.O.S.I. (französische Abkürzung für Fédération Universelle des Ordres et Sociétés Initiatiques. Deutsch: Internationaler Verband der Einweihungsorden und Gesellschaften) wurde 1934 von Harvey Spencer Lewis lediglich dazu gegründet, sich von ihr eine Berechtigungsurkunde für die Legitimität des ebenfalls von ihm gegründeten AMORC ausstellen zu lassen. Unmittelbar nach der Gründungsversammlung hatte der Verband seinen Zweck erfüllt und bestand offiziell noch bis 1951.

## Anlass der Gründung
Der wichtigste Grund für die FUDOSI-Gründung war die heftige Kritik konkurrierender Rosenkreuzer-Gruppen, denen sich der AMORC insbesondere durch die von R.S. Clymer gegründete Fraternitas Rosae Crucis ausgesetzt sah. Gegenstand der Anfeindungen war Clymers Bestreiten der historischen Kontinuität des AMORC, die dessen Gründer Lewis für sich beanspruchte. Zudem hatte Clymer herausgefunden, dass es sich bei den angeblich historischen Rosenkreuzer-Weisheiten des AMORC um Plagiate und Fälschungen handelte, was Clymer anhand von Vergleichen der Original-Zitate mit den AMORC-Schriften akribisch nachwies.

## Legitimation des Alleinvertretungsanspruchs des AMORC
Um den rosenkreuzlerischen Alleinvertretungsanspruch für den amerikanischen Markt, den Clymer aus der Bloßstellung des AMORC für sich in Anspruch nahm, anzufechten, gründete der AMORC die FUDOSI, um seine Autorität zu stärken und sich zu legitimieren. Der Alleinvertretungsanspruch des AMORC sollte schließlich durch eine von den 14 im Dachverband der FUDOSI zusammengefassten "befreundeten" Initiatenorden ausgestellte Urkunde dokumentiert werden. In dieser Urkunde wurde der AMORC als der einzig autorisierte echte alte Rosenkreuzerbund bezeichnet, der die wahren Traditionen und Prinzipien des R+C in Nord- und Südamerika hüte. Rosenkreuzergruppen und Initiatenorden, die nicht Mitglieder der FUDOSI waren, wurden in der Folge als nicht-authentische und in keiner Traditionskette stehende Orden eingestuft.

## Mitglieder
Vom 8. bis 16. August 1934 fand in Brüssel ein FUDOSI-Gründerkonvent statt. Gemäß der französischen Mitgliederliste waren folgende Orden bis zur Auflösung der FUDOSI, am 14. August 1951, als Mitglieder gelistet:
- Confrérie des Fréres Illuminés de la Rose-Croix (Bruderschaft der Illuminaten vom Rosenkreuz)
- Eglise Gnostique Universelle
- Fraternité des Polaires
- Ordre de la Militia Crucifera Evangelica
- Ordre de la Rose-Croix intérieure
- Ordre de la Rose-Croix Universitaire (belg. Rosenkreuzerorden)
- Ordre de la Rose-Croix AMORC (amerik. Rosenkreuzerorden)
- Ordre des Samaritains Inconnus
- Ordre Kabbalistique de la Rose-Croix de France (franz. Rosenkreuzerorden)
- Ordre Martiniste et Synarchique
- Ordre Martiniste Traditionel
- Ordre Occultiste d'Hermès Tétramégiste (belg. hermetischer Orden)
- Ordre Pythagoricien
- Ordre Rose-Croix de Suisse (schweiz. Rosenkreuzerorden)
- Société Alchimique de France (franz. alchemistische Gesellschaft)
- Société d'Etudes et de Recherches Templières
- Société d'Etudes Martinistes
- Union Synarchique de Pologne

## Kritik und Gründung eines konkurrierenden Verbandes
Es ist zwar für den AMORC charakteristisch, seine Legitimität durch Urkunden von Muttergesellschaften nachweisen zu wollen. Im Falle der FUDOSI stellten sich jedoch ernsthafte Anfragen an die Glaubwürdigkeit, denn das Verfahren der FUDOSI-Gründung war wenig überzeugend, da die Autorität der FUDOSI selbst unbegründet sei. Bereits früh stieß die FUDOSI auf starke Kritik seitens der ausgeschlossenen Initiatenorden. 1939 gründeten diese esoterischen Gruppen unter Federführung von Clymers Fraternitas Rosae Crucis deshalb einen konkurrierenden Verband mit dem Namen "Fédération Universelle des Ordres Fraternités et Sociétés des Initiés", kurz FUDOFSI. Damit konnte man sich wiederum die eigene legitime Abstammung selbst bestätigen.